# Jackie McLean
Jackie McLean (17. maj 1931 i New York, USA – 31. marts 2006) var en amerikansk altsaxofonist. 
Mclean var en af de betydelige altsaxofonister i 60'ernes modaljazz, som Charlie Parker var bebopens ideal i 50'erne. 
McLean spillede hos Art Blakey´s Jazz Messengers og Miles Davis sidst i 50'erne, og ledede derefter primært sine egne grupper, som indspillede et hav af plader for pladeselskaberne Prestige og Blue Note. 
Han har også indspillet med Sonny Rollins, Charles Mingus, Ornette Coleman, Hank Mobley, Lee Morgan, Dexter Gordon, Sonny Clark, Billy Higgins, Bobby Hutcherson og mange flere.
Mclean startede i hardbop stilen, men slog hurtigt over i den modale jazz, som han blev medskaber af, ved siden af John Coltrane og Miles Davis. 

## Udvalgt Diskografi på Blue Note
- Swing Swang Swingin
- New Soil
- Capuchin Swing
- A Fickle Sonata
- Blues Nick
- Jackies Back
- Let Freedom Ring
- Vertigo
- One Step Beyond
- Destination Out
- It´s Time
- Action
- Right Now
- Hipnosis
- New Gospel
- Bout Soul
- Jack Knife
- Demon´s Dance